# میدان نفتی آزادگان
میدان آزادگان از میدان‌های نفتی ایران است، که در منطقه دشت آزادگان، در فاصله ۱۰۰ کیلومتری از غرب اهواز مستقر می‌باشد. این میدان در سال ۱۳۷۶ توسط مدیریت اکتشاف شرکت ملی نفت ایران، در محدوده‌ای به وسعت ۲۰ در ۷۵ کیلومتر، کشف گردید. میدان آزادگان از شمال در مجاورت میدان مجنون عراق قرار دارد. حجم ذخیره درجای نفت خام این میدان معادل ۳۳ میلیارد بشکه تخمین زده می‌شود. میدان نفتی آزادگان از میادین تحت مدیریت شرکت نفت و گاز اروندان است، که عملیات توسعه آن توسط شرکت مهندسی و توسعه نفت ایران (متن) انجام می‌گیرد.

## اینپکس
دولت ایران به دلیل تحریم‌های بین‌المللی، با مشکلات فراوانی برای توسعه میادین نفتی از جمله این میدان روبرو بوده‌است. وزارت نفت ایران، برای توسعه میدان آزادگان، با شرکت ژاپنی اینپکس، در سال ۲۰۰۱ میلادی قرار دادی امضا کرد. طرفین در جریان سفر سید محمد خاتمی به ژاپن به توافق برای توسعه این میدان دست یافتند. هم‌زمان با بهبود روابط و کاهش تنش میان ایران و آمریکا احتمال همکاری شرکت‌های اروپایی و آمریکایی در جریان توسعه این میدان نیز مطرح گردید. پس از ۵ سال در پی عدم فعالیت شرکت اینپکس، توسط وزارت نفت ایران لغو شد. دولت مذاکره با روسیه و هند را نیز در دستور کار قرار داد.

## شرکت ملی نفت چین
بعد از هفت سال تعلل برای توسعه میدان در مهر سال ۱۳۸۹ توسعه همه مخزن‌های میدان آزادگان به شرکت ملی نفت چین واگذار شد. قرارداد توسعه میدان آزادگان جنوبی به ارزش ۲٫۵ میلیارد دلار در قالب بیع متقابل بین شرکت ملی نفت ایران و شرکت ملی نفت چین امضا شد و در نهایت با توجه به تغییرهای اعمال شده در طرح جامع توسعه (MDP)، عملیات اجرایی این طرح از شهریور سال ۱۳۹۱ همزمان با تصویب طرح جامع تجدید نظر شده توسعه میدان (RMDP) آغاز شد.
از سال ۲۰۰۹ شرکت ملی نفت چین قراردادی به جهت اکتشاف و توسعه میدان نفتی آزادگان شمالی با دولت ایران امضا کرد و نهایتاً بهره‌برداری از این میدان با سرمایه‌گذاری شرکت‌های ایرانی و ظرفیت تولید روزانه ۲۵ هزار بشکه در تیر ۱۳۸۶ آغاز شد. ظرفیت تولید این میدان ۲۶۰ هزار بشکه در روز اعلام شده بود. برداشت این میزان نفت در پی تعمیر و تکمیل ۶ حلقه چاه نفت، ساخت حدود ۹۰ کیلومتر خط لوله، ۲ دستگاه تفکیک‌کننده نفت و گاز و ۱۰۰ کیلومتر خط لوله ۱۰ اینچ انجام شده‌است.

### اخراج پیمانکار چینی
طبق قرارداد با چینی‌ها باید طی ۵۲ ماه حجم تولید از میدان باید به روزانه ۳۲۰ هزار بشکه برای مدت سه سال افزایش می‌یافت که بعد از گذشت حدود چهار سال این طرح کمترین پیشرفتی نداشت. پس از حدود چهار سال از حضور شرکت شرکت ملی نفت چین در میدان آزداگان جنوبی، این شرکت به دلیل تعلل در توسعه این میدان مشترک با عراق در اردیبهشت ۱۳۹۳ خلع ید شد. مدیر عامل شرکت ملی نفت ایران (رکن‌الدین جوادی) اعلام کرد: به دستور وزیر نفت (بیژن نامدار زنگنه)، پیمانکار چینی طرح توسعه میدان آزادگان جنوبی، خلع ید و حکم برکناری آن ابلاغ شد. از مجموع ۱۸۵ حلقه چاهی که باید براساس برنامه در فاز نخست توسعه این میدان به بهره‌برداری می‌رسید، تنها هفت حلقه چاه حفاری شد، در حالی که شرکت متن، پیمانکار چینیِ طرح (CNPCI) طبق قرارداد به استقرار ۲۵ دکل حفاری در این میدان در سال ۲۰۱۴ میلادی ملزم کرد، شرکت ملی نفت چین تنها برای افزودن یک دکل حفاری دیگر در این میدان مشترک برنامه‌ریزی کرد. بیژن نامدار زنگنه در روزهای پایانی بهمن ماه سال ۱۳۹۲ عملکرد پیمانکار چینی را نامطلوب ارزیابی کرده بود و گفته بود آخرین اخطارهای لازم برای «خلع ید» به این پیمانکار داده شده‌است.
در طرح جامع توسعه جدید میدان نفتی آزادگان جنوبی دو فاز تعریف شده‌است که در فاز نخست توسعه، تولید۳۲۰ هزار بشکه نفت در روز و ۱۹۷ میلیون فوت مکعب گاز پیش‌بینی و مقرر شده‌است این میزان تولید با حفر ۱۸۵ حلقه چاه، ۵۲ ماه پس از تصویب طرح جامع تجدید نظر شده توسعه میدان محقق شود. بر این اساس، افزایش تولید نفت این میدان به روزانه ۶۰۰ هزار بشکه نیز در فاز دوم توسعه میدان مدنظر قرار دارد. حداکثر میزان استخراج نفت ایران از این میدان مشترک ۵۰ هزار بشکه در روز گزارش شده‌است.

## پیشرفت میدان مجنون (بخش عراقی)
این شرایط در حالیست که توسعه میدان آزادگان در بخش عربی که به میدان نفتی مجنون معروف است توسط شرکت رویال داچ شل با سرعت انجام می‌شود. در حالی که کار توسعه سه میدان مشترک آزادگان جنوبی، شمالی و میدان یادآوران در خاک ایران به کندی پیش می‌رود، عراق با مشارکت کمپانی‌های نفتی شرکت نفتی بصره (۴۵٪)، پتروناس مالزی (۳۰٪)، و شرکت نفت میسان (۲۵٪) در حال برداشت ۲۴۵ هزار بشکه در روز است. عراق از شهریور ماه سال ۱۳۹۲ تنها از میدان مجنون، که میدان مشترک با آزادگان جنوبی است، روزانه ۱۷۵ هزار بشکه نفت استخراج می‌کند و امیدوار است این میزان را به زودی به ۴۰۰ هزار بشکه در روز برساند.

## همکاری با توتال
در فروردین ۱۳۹۵، وزارت نفت، خبر از انعقاد یک قرارداد بین شرکت ملی نفت ایران و توتال فرانسه برای توسعه این میدان منتشر کرد. جزئیات این قرارداد، محرمانه بوده ولی به گفته سیدمحمود مرعشی، مجری توسعه میدان آزادگان در شرکت مهندسی و توسعه نفتی، میزان سرمایه‌گذاری این شرکت کمتر از ۵ میلیارد دلار بوده و از این رو، شرکت ملی نفت مجبور است برای تأمین مابقی هزینه‌ها از سرمایه شرکت‌هایی همچون اینترپوز و وینچی، هیوندایی و ماروبنی استفاده کند.